# Futbol'nyj Klub Volyn' 2009-2010
Questa voce raccoglie le informazioni riguardanti il Futbol'nyj Klub Volyn' nelle competizioni ufficiali della stagione 2009-2010.

## Rosa
| N. |                           | Ruolo | Calciatore             |
| -- | ------------------------- | ----- | ---------------------- |
| 1  | Ucraina (bandiera)        | P     | Vitaliy Nedilko        |
| 2  | Ucraina (bandiera)        | D     | Oleksandr Shevelyukhin |
| 3  | Ucraina (bandiera)        | D     | Serhiy Siminin         |
| 4  | Ucraina (bandiera)        | D     | Bohdan Karkovskyy      |
| 5  | Brasile (bandiera)        | C     | Ramon                  |
| 7  | Ucraina (bandiera)        | C     | Maksym Lisovyy         |
| 10 | Ucraina (bandiera)        | C     | Vyacheslav Sharpar     |
| 11 | Ucraina (bandiera)        | D     | Vitaliy Hoshkoderya    |
| 13 | Costa d'Avorio (bandiera) | C     | Drissa Bamba Assmanou  |
| 14 | Ucraina (bandiera)        | A     | Jevhen Pavlov          |
| 16 | Ucraina (bandiera)        | A     | Vadym Rybalchenko      |
| 18 | Ucraina (bandiera)        | C     | Vitalij Pryndeta       |
| 19 | Ucraina (bandiera)        | P     | Serhiy Lysenko         |

| N. |                    | Ruolo | Calciatore           |
| -- | ------------------ | ----- | -------------------- |
| 20 | Brasile (bandiera) | A     | Maicon               |
| 21 | Ucraina (bandiera) | C     | Yaroslav Kinash      |
| 22 | Ucraina (bandiera) | P     | Dmytro Semchenko     |
| 23 | Ucraina (bandiera) | C     | Oleksandr Markovetz  |
| 24 | Ucraina (bandiera) | D     | Ruslan Mostovyi      |
| 25 | Ucraina (bandiera) | C     | Andriy Vlasko        |
| 26 | Ucraina (bandiera) | D     | Yevheniy Palamarchuk |
| 27 | Ucraina (bandiera) | C     | Vasyl Zhuk           |
| 28 | Ucraina (bandiera) | C     | Roman Karasiuk       |
| 31 | Ucraina (bandiera) | C     | Pavlo Chornomaz      |
| 33 | Ucraina (bandiera) | D     | Pavlo Tsyrkunenko    |
| 35 | Brasile (bandiera) | C     | Gustavo              |
| 42 | Senegal (bandiera) | P     | Issa Ndoye           |
|    | Ucraina (bandiera) | D     | Serhij Snytko        |